# Carbonyleisen
Carbonyleisen ist ein hochreines Eisen, das durch Zersetzung von gereinigtem Eisenpentacarbonyl entsteht.

## Geschichte
Ludwig Mond, einer der Mitbegründer der Imperial Chemical Industries, berichtete 1891 zeitgleich mit Marcelin Berthelot über die Darstellung von Eisenpentacarbonyl durch die Umsetzung des Metalls mit Kohlenstoffmonoxid. Die BASF nahm 1924 die großtechnische Produktion von Eisenpentacarbonyl nach einem Verfahren von Alwin Mittasch auf und verarbeitete es zu hochreinem Carbonyleisen. Die BASF ist bis heute der größte Hersteller von Carbonyleisen.

## Verwendung
Carbonyleisen ist ein graues Pulver aus sphärischen Mikropartikeln. Im Jahr 1934 entwickelte die BASF die ersten Magnetbänder basierend auf zu Eisen(II,III)-oxid oxidiertem Carbonyleisen, die für die von der AEG entwickelten Magnetophon-Tonbandgeräte genutzt wurden.
In der Elektronik wird Carbonyleisen verwendet, um magnetische Kerne für Hochfrequenzspulen herzustellen und in der Produktion einiger Ferrite. Aus Carbonyleisen hergestellte kugelförmige Teilchen werden als Komponente radarabsorbierenden Materialien in Militärfahrzeugen, genauer Tarnkappen-Fahrzeugen, verwendet. Andere Verwendungen liegen in der Pulvermetallurgie, für Metallpulverspritzgussteile und in verschiedenen Spezialprodukten.
In der Pharmazie wird Carbonyleisenpulver verwendet, um Eisenmangel zu behandeln und als Eisennahrungsergänzung. In einer Trägerflüssigkeit suspendiertes Carbonyleisen (20–40 %) wird als magnetorheologisches Fluid verwendet.